# 아티스틱 라이선스
아티스틱 라이선스(Artistic License)는 대개 특정 자유 및 오픈 소스 소프트웨어 패키지인 표준 펄 기능과 대부분의 CPAN 모듈 (아티스틱 라이선스와 GNU GPL을 함께 하는 이중 라이선스)과 같은 원래의 아티스틱 라이선스 버전 1.0을 가리킨다. 원래의 아티스틱 라이선스는 래리 월이 작성하였다. 이 라이선스의 이름은 시적 허용을 뜻하는 영어 낱말 아티스틱 라이선스(artistic license)를 참조하여 만들어졌다.

## 버전

### 아티스틱 라이선스 1.0
원래의 아티스틱 라이선스가 자유 소프트웨어 사용권이냐의 여부에 관계 없이 이 사용권은 크게 정착되지 않았다. 자유 소프트웨어 재단은 이 라이선스에 대해 너무 모호하고 분명하지 않다며 비평하였다. 자유 소프트웨어 재단은 원래의 아티스틱 라이선스를 비자유 라이선스로 규정했다. 또, 자유 소프트웨어 재단은 펄 제품에 대하여 아티스틱 라이선스로만 접근하는 것이 아닌, 이 라이선스를 AL/GPL 이중 라이선스로 접근할 것을 권장하였다.

### 아티스틱 라이선스 2.0
아티스틱 라이선스 2.0은 자유 소프트웨어이자 오픈 소스 라이선스를 모두 승인 받았다.

## 같이 보기
- 분류:아티스틱 라이선스 소프트웨어

## 참조
1. ↑  “DFSG Licenses – The DFSG and Software Licenses”. 《Debian Wiki》. 2010년 11월 28일에 확인함.
2. ↑  “Re: For Approval: Artistic License 2.0: msg#00055”. March 14, 2007. December 28, 2011에 원본 문서에서 보존된 문서. July 11, 2009에 확인함.
3. ↑  “Various Licenses and Comments about Them - GNU Project - Free Software Foundation (FSF)”. Fsf.org. 2010년 7월 24일에 원본 문서에서 보존된 문서. 2010년 8월 7일에 확인함.
4. ↑  “Explaining Why We Don't Endorse Other Systems - GNU Project - Free Software Foundation”. Free Software Foundation. 2013년 1월 27일에 확인함. ... it permits software released under the original Artistic License to be included, even though that's a nonfree license.
5. ↑  “Various Licenses and Comments about Them - GNU Project - Free Software Foundation (FSF)”. Fsf.org. 2010년 7월 24일에 원본 문서에서 보존된 문서. 2010년 8월 7일에 확인함.
6. ↑  “Old Nabble - License Committee Report for May 2007”. Nabble.com. 2007년 9월 30일에 원본 문서에서 보존된 문서. 2010년 3월 18일에 확인함.